# Coeloplana willeyi
Coeloplana willeyi är en kammanetart som beskrevs av Abbott 1902. Coeloplana willeyi ingår i släktet Coeloplana och familjen Coeloplanidae. Inga underarter finns listade i Catalogue of Life.

## Bildgalleri

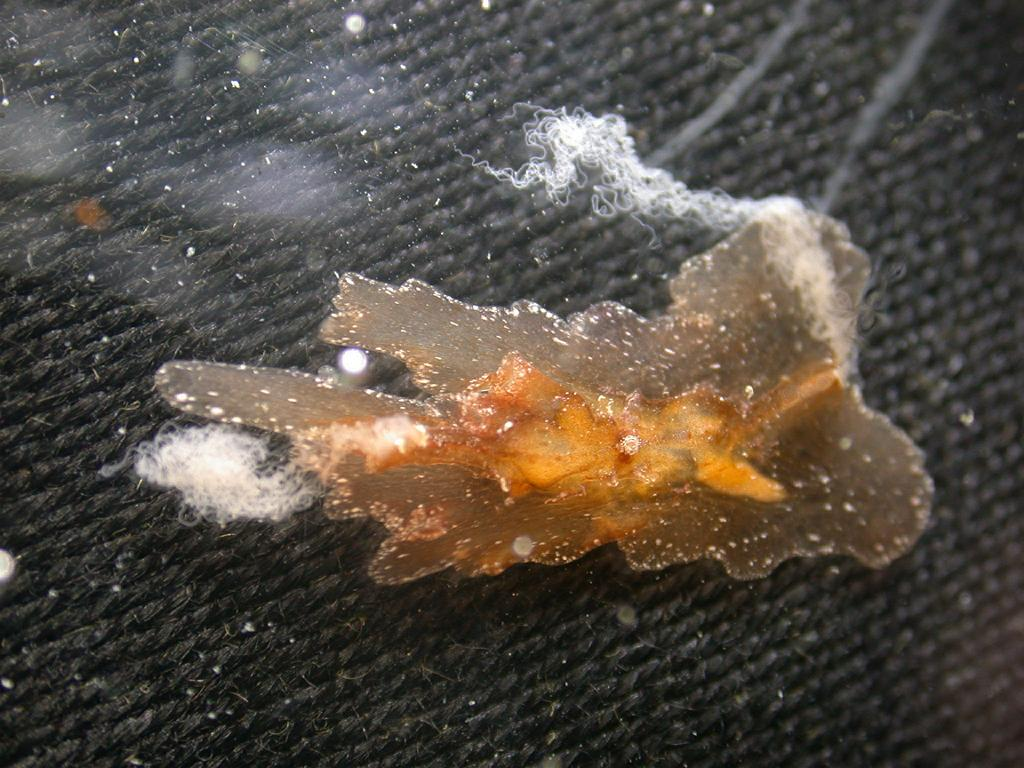